# فاطمة الضاوي
فاطمة الزهراء الضاوي (بالإنجليزية: Fatima Daoui)‏ مذيعة مغربية، من مواليد الدار البيضاء، تعمل في قناة العربية، حيث تقوم بتقديم النشرة الاقتصادية وكذلك برنامج أسواق العربية، حصلت على ماجستير في إدارة الأعمال (إم.بي.أي) من أحد معاهد المال والأعمال بالعاصمة البريطانية، حيث كانت قد عملت في مجال المال والأعمال في لندن.

## البرامج
- أسواق العربية.
- الدرجة الأولى، العربية، 2025 - الٱن